# Vohilaid
Vohilaid (deutsch Wohhi) ist eine estnische Ostsee-Insel.

## Lage und Geschichte
Vohilaid liegt nordöstlich der estnischen Insel Hiiumaa. Sie gehört verwaltungsmäßig zur Gemeinde Hiiumaa. Das Meer zwischen Hiiumaa und Vohilaid ist durchgängig nur 40 cm tief, so dass ein Autoverkehr zwischen den Inseln möglich ist.
Die Insel ist 416 Hektar groß. Der höchste Punkt liegt zehn Meter über dem Meeresspiegel.
Vohilaid wurde erstmals 1586 unter dem Namen Killingeholm urkundlich erwähnt. Bis zum Zweiten Weltkrieg war die Insel bewohnt, zumal auf ihr Ackerbau möglich war. Heute wird sie nur noch als Weideland genutzt.
Im Norden von Vohilaid befinden sich weitere kleine Eilande: Hellamaa rahud, Uuemererahu, Ramsi rahu und Kadakalaid, auf der sogar ein kleiner Wald wächst. 1,5 km südöstlich liegt die Insel Hõralaid.